# Alphonse Ferret
Alphonse Ferret (Moeskroen, 20 februari 1922 - februari 2003) was een Belgisch senator.

## Levensloop
Alphonse Ferret, bestuurder van vennootschappen, werd voor de PLP in 1964 verkozen tot gemeenteraadslid van Moeskroen.
Ook zetelde hij van juni 1965 tot november 1971 en van november 1972 tot maart 1974 als provinciaal senator voor Henegouwen in de Senaat.
Hij was vanaf 1951 gedurende meer dan twintig jaar de voorzitter van voetbalclub Royal Excelsior Mouscron.
In Moeskroen wordt jaarlijks een welsprekendheidstoernooi ingericht, de Grand Prix Alphonse Perret, voor leerlingen van de retorica in de scholen van Picardisch Wallonië.